# Bitwa pod Wieselbergiem
Bitwa pod Wieselbergiem (niem. Wieselburg, znana także jako oblężenie Mosonu) – seria potyczek i oblężenie, które miały miejsce w 1096 w trakcie I wyprawy ludowej.
W roku 1096 wojska pierwszej wyprawy ludowej pod dowództwem Emichy i Gotszalka dokonały na ziemiach niemieckich licznych pogromów ludności żydowskiej. Później wojska krzyżowców zaczęły grabić wsie na terytorium Węgier. Węgierski król Koloman Uczony rozbił oddział Gotszalka pod Białogrodem Królewskim. 
Kilka tygodni później nad Dunaj dotarła znacznie liczniejsza armia Emichy. Koloman odmówił krzyżowcom prawa do przemarszu przez swoje ziemie. Wojska Emichy próbowały sforsować most na Dunaju, ale zostały odparte przez oddziały węgierskie. Emicho nakazał zbudować drugi most, co zajęło ponad sześć tygodni. W trakcie budowy krzyżowcy wielokrotnie ścierali się z wojskiem węgierskim i grabili wsie po swojej stronie rzeki. Wreszcie armia Emichy przeprawiła się przez Dunaj i zaczęła oblegać twierdzę w Mosonie. Pomimo przewagi liczebnej krzyżowcy nie byli w stanie zdobyć fortecy, a na wieść o zbliżającej się armii Kolomana wpadli w panikę. Garnizon Mosonu dokonał szybkiego wypadu i rozbił wojska Emichy. 
Nieudane oblężenie Mosonu było zwieńczeniem tzw. krucjaty niemieckiej, będącej częścią pierwszej wyprawy ludowej.